# Петровский (Зимовниковский район)
Петровский — хутор в Зимовниковском районе Ростовской области.
Входит в состав Кутейниковского сельского поселения.

## География
На хуторе имеются две улицы: Канальная и Тенистая.

## Население
Динамика численности населения
| 2002 |
| ---- |
| 101  |

| 2010 |
| ---- |
| 90   |